# شتابسأونترأوفيتزير
شتابسأونترأوفيتزير هي رتبة عسكرية في الجيش الألماني. سبقتها رتبة Unterfeldwebel التي استخدمت بين عامي 1935 و 1945 في القوات المسلحة لألمانيا النازية، الفيرماخت. استخدم الجيش الشعبي الوطني الألماني الشرقي رتبة Unterfeldwebel من 1956 إلى 1990. في القوات المسلحة النمساوية شتابسأونترأوفيتزير هو الاسم الجماعي لجميع ضباط الصف الأعلى في السلم.

## الجيش الألماني
شتابسأونترأوفيتزير (أختصار StUffz أو SU ) هي رتبة عسكرية لدويتشه بوندزويهر لأفراد يرتدون الزي الرسمي لهير ولوفتفافِه. الأساس القانوني هو الأمر الرئاسي للرئيس الاتحادي (de: Bundespräsident) على شارات الرتب وبدلات الجنود العسكرية. 

### الرتبة
شتابسأونترأوفيتزير هي أعلى درجة NCO من مجموعة الرتب Unteroffizier ohne Portepee.
وفقًا لسلم الرواتب لمجموعة الرتب (A 6-7)، فإن هذا يعادل رتبة Obermaat في البحرية الألمانية. تقع تحت تصنيف OR-5 في حلف الناتو، أي ما يعادل رتبة رقيب ورقيب ثاني في القوات المسلحة الأمريكية.
في سياق الجيش، وضع ضباط الصف في هذه الرتبة رسميًا تحت اسم Herr/Frau Stabsunteroffizier وبشكل غير رسم/أختصار StUffz .
فيما يلي تسلسل الرتب (من أعلى إلى أسفل) في تلك المجموعة بالذات: Unteroffizier ohne Portepee
- OR-5a: شتابسأونترأوفيتزير / (البحرية) Obermaat
- OR-5b: فاننيونكر/ سيكاديت
- OR-5c: أونترأوفيتزير/Maat

## النمسا
شتابسأونترأوفيتزير(e) ، أيضًا Stabsunteroffizier corps (ar: ضابط صف الموظفين) ، هو الاسم الجماعي لجميع كبار ضباط الصف في الجيش النمساوي الحديث.
| مجموعة الرتب         | Stabsunteroffiziere | Stabsunteroffiziere            | Stabsunteroffiziere           | Stabsunteroffiziere      | Stabsunteroffiziere |
| -------------------- | ------------------- | ------------------------------ | ----------------------------- | ------------------------ | ------------------- |
| الزي الميداني        |                     |                                |                               |                          |                     |
| سترة gorget          |                     |                                |                               |                          |                     |
| لون الفيلق           | الاتصالات           | المدفعية والدفاع الجوي         | الحراسة                       | الاستطلاع                |                     |
| لون الفيلق           | الاتصالات           | المدفعية والدفاع الجوي         |                               | الاستطلاع                |                     |
| القبعة المسطحة       |                     |                                |                               |                          |                     |
| الرتبة               | فيزيلوتنان (فزلت)   | Offiziersstellvertreter (OStv) | Oberstabswachtmeister (OStWm) | Stabswachtmeister (StWm) |                     |
|                      |                     |                                |                               |                          |                     |
| ما يعادلها في الناتو | ملازم ثاني          | نائب الضابط                    | رقيب أول                      | رقيب ثاني                |                     |
| وصلة= مرتبة          | OR-9                | OR-8                           | OR-7                          | OR-5                     |                     |